# Bohemundo III de Antioquía
Bohemundo III de Antioquía, también conocido como Bohemundo el Niño o el Tartamudo (en francés: Bohémond le Bambe/le Baube; c. 1148-1201), fue príncipe de Antioquía desde 1163 hasta 1201. Era el primogénito de Constanza de Antioquía y su primer consorte, Raimundo de Poitiers. Bohemundo ascendió al trono después de que los nobles antioqueños destronaron a su madre con la ayuda de Tedoro II, señor armenio de Cilicia. Fue tomado prisionero después de la batalla de Harenc en 1164, pero el victorioso Nur al-Din, atabeg de Alepo, lo liberó para evitar entrar en conflicto con el Imperio bizantino. Viajó a Constantinopla para rendir homenaje al emperador bizantino Manuel I Comneno, quien lo persuadió para instalar un patriarca griego en Antioquía. Sin embargo, el patriarca latino de Antioquía, Emerico de Limoges, puso al principado en entredicho. Bohemundo restauró al patriarca latino solo después de que su similar griego pereciera durante un terremoto en 1170.
El príncipe permaneció como un aliado cercano de los bizantinos; combatió contra Melias, señor armenio de Cilicia, lo que ayudó en la restauración del dominio bizantino sobre Cilicia. También formó alianzas con los gobernantes sarracenos de Alepo y Damasco contra Saladino, que había comenzado a unificar las naciones a lo largo de las fronteras con los Estados cruzados. Como Bohemundo repudió a su segunda esposa y se casó con una dama antioqueña, el patriarca Emerico lo excomulgó en 1180.
El príncipe obligó a los gobernantes armenios de Cilicia de aceptar su soberanía a fines de la década de 1180. También aseguró el Condado de Trípoli para su segundo hijo, también llamado Bohemundo, en 1187. Sin embargo, Saladino ocupó casi todo el Principado de Antioquía en el verano de 1188. Para preservar la paz con este, no proporcionó asistencia militar a los cristianos durante la tercera cruzada. La política expansionista de León I, rey de Armenia, en la década de 1190 dio lugar a un largo conflicto entre ambos reinos. Bohemundo fue capturado en 1194 por León, quien intentó apoderarse de Antioquía, pero los burgueses formaron una comuna y expulsó a sus soldados de la ciudad. El príncipe fue liberado solo después de reconocer la independencia de Cilicia.
Surgieron nuevos conflictos después de que su primogénito, Raimundo, muriera en 1197. La viuda de Raimundo, que era sobrina de León, dio a luz a un hijo póstumo llamado Raimundo Rubén, pero el hijo menor del príncipe, Bohemundo de Trípoli, quería asegurar su sucesión en Antioquía con el apoyo de la comuna. El príncipe parece haber apoyado a su hijo durante sus últimos años. La guerra de sucesión en el Principado de Antioquía comenzó con su muerte de Bohemundo y perduró hasta 1219.

## Primeros años

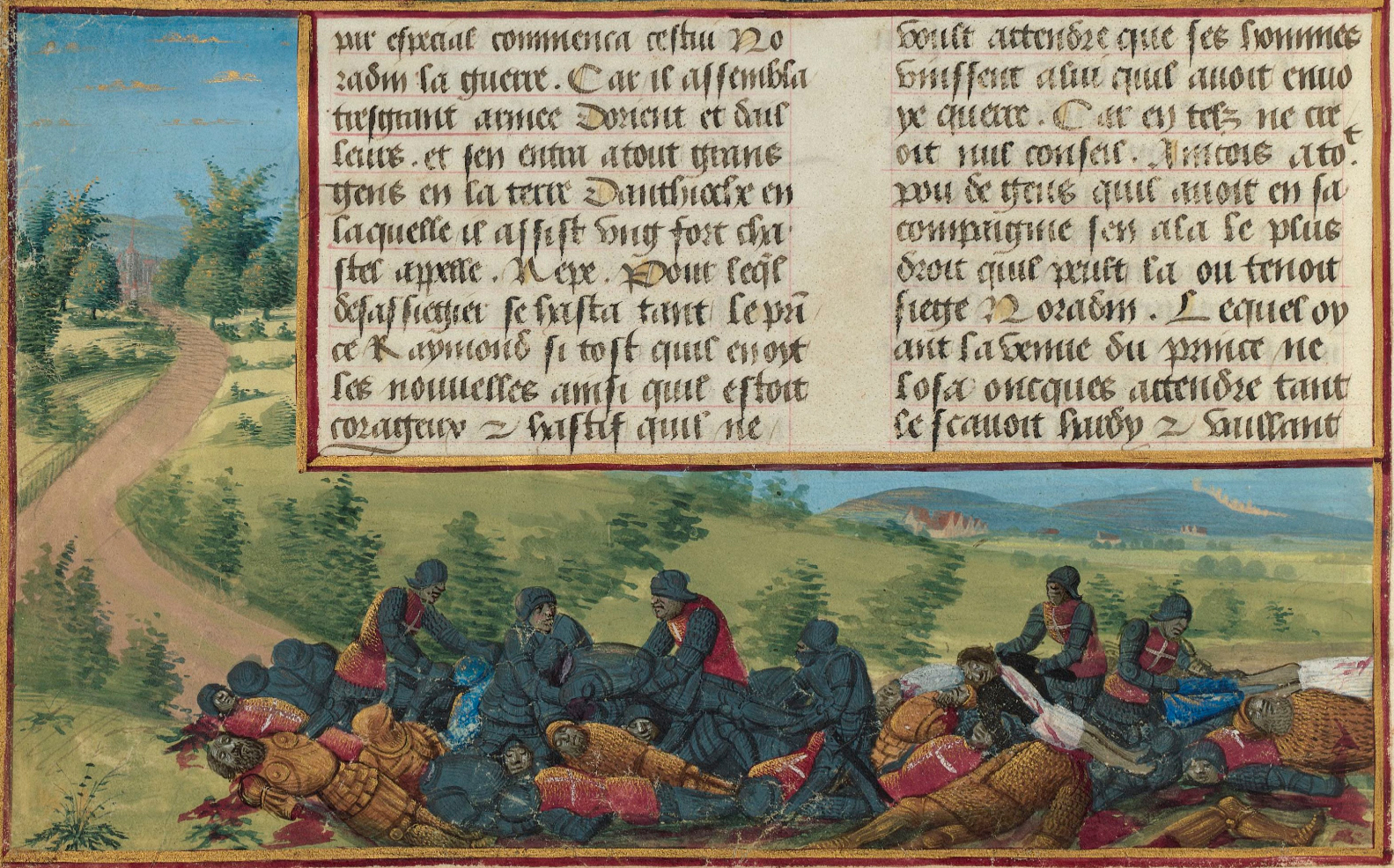
Recuperación del cuerpo de Raimundo de Poitiers, padre de Bohemundo, después de la batalla de Inab.

Bohemundo nació alrededor de 1148 y era el primogénito de la princesa Constanza de Antioquía, y su primer consorte, Raimundo de Poitiers. Su padre pereció combatiendo contra Nur al-Din, atabeg de Alepo, en la batalla de Inab el 29 de junio de 1149, y esto dejó indefenso al principado.
El rey Balduino III de Jerusalén y el emperador bizantino Manuel I Comneno no pudieron persuadir a su viuda de casarse de nuevo, ya que esta rechazó a los candidatos que le propusieron. No obstante, aceptó desposarse con Reinaldo de Châtillon, un caballero de la baja nobleza francesa que se había establecido recientemente en Siria. Reinaldo gobernó el principado como consorte desde 1153 hasta que fue hecho prisionero durante un enfrentamiento por Majd al-Din, gobernador de Alepo, a fines de noviembre de 1160 o 1161.
Los nobles antioqueños exhortaron a Balduino III de proclamar a Bohemundo como príncipe y este encargó a Emerico de Limoges, patriarca latino de Antioquía, la administración del principado durante la minoría de su gobernante. Sin embargo, su madre apeló a Manuel I, quien confirmó su posición como la única soberana de Antioquía. Constanza quería retener el poder incluso después de que su hijo alcanzara la mayoría de edad. Sin embargo, sus súbditos se rebelaron con la ayuda de Teodoro II, señor armenio de Cilicia, y la obligaron a abandonar la capital en febrero de 1163.

## Príncipe de Antioquía

### Primeros años

El Principado de Antioquía alrededor de 1165.

Bohemundo fue coronado príncipe después de la destitución de su madre. Nur al-Din sitió el Crac de los Caballeros en el Condado de Trípoli en septiembre de 1163 y Raimundo III de Trípoli solicitó la ayuda del príncipe.  Bohemundo y Constantino Colomán, gobernador bizantino de Cilicia, se dirigieron al castillo y sus ejércitos derrotaron a los sitiadores en la batalla de al-Buqaia.
Amalarico I de Jerusalén, sucesor de Balduino III, confió el gobierno de su reino a Bohemundo antes de partir para su campaña contra Egipto en julio de 1164.  Aprovechando su ausencia, Nur al-Din atacó la fortaleza de Harenc (actual Harem, Siria), un feudo del principado. Bohemundo, Raimundo III, Teodoro II y Constantino Colomán reunieron sus fuerzas y marcharon hacia la fortaleza, lo que lo forzó a retirarse.
Reinaldo de Saint-Valery, señor de Harenc, trató de convencer al príncipe de no perseguir al enemigo, pero desoyó su consejo. Los ejércitos se enfrentaron en la batalla de Harenc el 10 de agosto de 1164 y los sarracenos aniquilaron al ejército cristiano. La mayoría de los comandantes, incluido Bohemundo, fueron capturados. Dos días después, la fortaleza cayó ante Nur al-Din, quien condujo a sus prisioneros a Alepo. Sus asesores insistieron en que se dirigiera a Antioquía, pero este lo rechazó, ya que temía que un ataque contra la ciudad pudiera provocar su anexión por parte de Manuel I. Amalarico I marchó para iniciar negociaciones con Nur al-Din. En poco tiempo, este liberó a Bohemundo, junto con Teodoro II, por medio de un rescate porque consideraba a estos hombres como vasallos del emperador bizantino.

Los sarracenos aconsejaron a [Nur ad-Din] que se dirigiera a Antioquía y la tomara porque estaba desprovisto de defensores y hombres de lucha para defenderla, pero él no lo hizo. Él dijo: «La ciudad es fácil, pero la ciudadela es fuerte. Quizás se la entreguen al emperador bizantino porque su gobernante es su sobrino. Tener a Bohemundo como vecino, es preferible que ser vecino del gobernante del Constantinopla». Envió escuadrones en esas áreas y saquearon, capturaron y mataron a los habitantes. Más tarde, liberó al príncipe Bohemundo por una gran suma de dinero y la liberación de muchos cautivos musulmanes.
Ali ibn al-Athir: La Historia Completa.

### Alianza con los bizantinos
Poco después de su liberación, Bohemundo visitó al emperador bizantino en Constantinopla y le rindió homenaje. A cambio de ayuda financiera, acordó permitir que Atanasio, el patriarca griego de Antioquía, lo acompañara de regreso al principado. El patriarca Emerico, abandonó Antioquía e impuso un entredicho sobre la ciudad. El primo de Manuel I, Andrónico Comneno, a quien designó como gobernador de Cilicia en 1166, visitaba a menudo Antioquía para reunirse con la bella y joven hermana del príncipe, Felipa. Bohemundo apeló al emperador bizantino, quien removió a su primo de su cargo, y lo reemplazó con Constantino Colomán.
Bohemundo entregó la ciudad de Apamea a los caballeros hospitalarios en 1168. Un terremoto destruyó la mayoría de las ciudades del norte de Siria el 29 de junio de 1170. El patriarca Atanasio murió cuando el edificio de la iglesia de san Pedro se derrumbó mientras oficiaba una misa. El príncipe partió a Qosair (actual Al Quseir, Siria) y persuadió al exiliado patriarca latino de volver a su sede.
Melias, que se había apoderado de Cilicia con la ayuda de Nur al-Din, asedió Bagras, la fortaleza que poseían los caballeros templarios cerca de Antioquía, a principios de 1170. Bohemundo buscó la ayuda de Amalarico I, y sus ejércitos derrotaron a Melias, lo que ayudó también a reconquistar las ciudades cilicias al Imperio bizantino. La relación del príncipe con la Armenia Cilicia permaneció tensa, lo que le impidió seguir una política exterior activa hasta que su señor fue destronado en 1175.

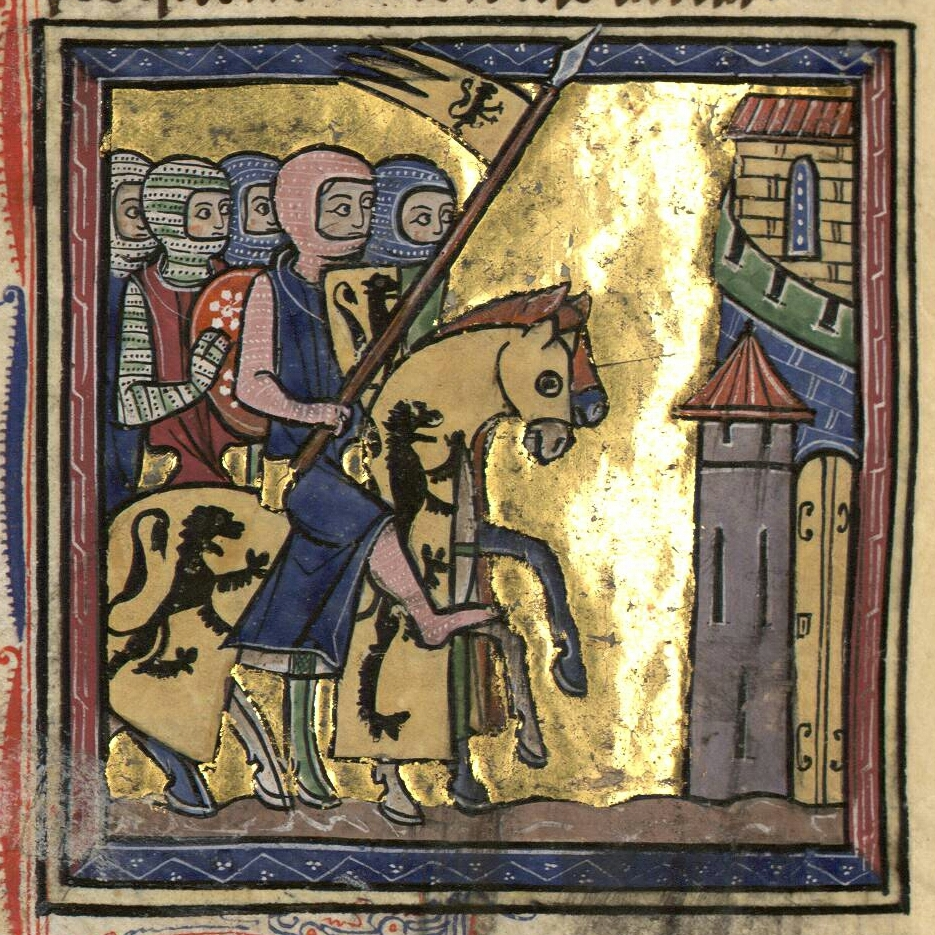
Bohemundo y Raimundo III de Trípoli cabalgan hacia Jerusalén.

Bohemundo selló una alianza con Gumushtekin, atabeg de Alepo, contra Saladino, el sultán de Egipto y Siria, en mayo de 1176. A petición del príncipe, Gumushtekin liberó a sus prisioneros cristianos, incluido su padrastro, Reinaldo de Châtillon. Para fortalecer su alianza con los bizantinos, se casó con Teodora en 1177, que estaba emparentada con Manuel I.
Bohemundo se reunió con el conde Felipe de Alsacia, que llegó al Reino de Jerusalén en septiembre de 1177. Según el cronista contemporáneo Guillermo de Tiro, muchos cruzados lo culparon, junto con Raimundo III, por disuadir al conde de tomar parte un campaña militar contra Egipto debido a que querían aprovechar su presencia en sus propios dominios. De hecho, en diciembre, Felipe y Bohemundo sitiaron Harenc, que pertenecía a As-Salih Ismail al-Malik, emir de Damasco, aprovechando la oportunidad tras un motín de la guarnición. Levantaron el asedio poco después de que este último les informara de que Saladino, su enemigo común, había partido de Egipto hacia Siria. As-Salih pagó cincuenta mil dinares y renunció a la mitad de las aldeas cercanas en favor del príncipe.
Bohemundo y Raimundo III marcharon hacia Jerusalén a principios de 1180, según Guillermo de Tiro. El rey Balduino IV de Jerusalén temía que ambos príncipes, que eran primos de su padre Amalarico I, habrían venido a destronarlo; los síntomas de su lepra se habían vuelto «más y más evidentes» en ese momento. El historiador Bernard Hamilton, que acepta la narración del cronista, dice que vinieron a la ciudad para elegir un esposo para Sibila, hermana y heredera del rey, y para disminuir la influencia de los parientes maternos de Balduino IV. Sin embargo, este la entregó en matrimonio a Guido de Lusignan, quien era apoyado por su madre, Inés de Courtenay. El matrimonio contribuyó a la formación de dos partidos; Bohemundo, Raimundo III y los hermanos Ibelín se convirtieron en los jefes del partido de los nobles, que se oponía al partido cortesano, encabezado por Guido.

### Conflictos internos y externos

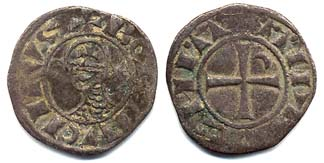
Moneda de Bohemundo III:
+BOAMVNDVS +ANTIOCHIA.

Manuel I falleció el 24 de septiembre de 1180.  Bohemundo pronto repudió a su esposa y se casó con una dama antioqueña de mala reputación llamada Sibila. El historiador contemporáneo Ali ibn al-Athir la describió como una espía que «mantenía correspondencia con Saladino e intercambiaba regalos con este». El patriarca Emerico acusó al príncipe de adulterio y lo excomulgó. Después de que Bohemundo confiscara la propiedad eclesiástica, el patriarca impuso un entredicho sobre Antioquía y huyó a su fortaleza en Qosair. El príncipe asedió la fortaleza, pero Reinaldo Mazoir, señor de Margat y otros nobles que apoyaban al patriarca se pusieron en su contra.
Balduino IV envió a Heraclio, patriarca latino de Jerusalén, junto con otros obispos, y a Reinaldo de Châtillon al principado para solucionar el problema. Después de negociaciones preparatorias con los enviados en Latakia, ambos se reunieron en Antioquía. Bohemundo acordó restaurar la propiedad eclesiástica confiscada y Emerico levantó el entredicho, pero su excomunión se mantuvo vigente porque se negó a regresar con Teodora. La paz no se restableció por completo, y los líderes de la oposición huyeron a la Armenia Cilicia.
Bohemundo hizo las paces con Imad ad-Din Zengi, gobernante de Alepo, en mayo de 1182. Sin embargo, Imad ad-Din se vio obligado a conceder Alepo a Saladino el 11 de junio de 1183. Temiendo un ataque contra Antioquía, el príncipe vendió la ciudad Tarso a Rubén III, señor armenio de Cilicia, para recaudar fondos. Balduino IV prometió enviarle trescientos caballeros, pero el sultán no invadió el principado y firmó un tratado de paz con Bohemundo. También asistió a la asamblea que el rey había convocado para discutir la administración de Jerusalén en el otoño de 1183. En la reunión, Guido fue destituido como regente, y se proclamó como cogobernante a su hijastro de cinco años, Balduino V de Jerusalén. Una carta muestra que el príncipe estaba en Acre en abril de 1185, lo que sugiere que estuvo presente cuando murió Balduino IV.
Rubén III asedió Lampron, la capital de su rival, Haitón III. Haitón mando embajadores a Bohemundo en busca de ayuda. El príncipe invitó al señor armenio a un banquete en Antioquía, donde ordenó su captura y encierro en 1185. Después de esto, invadió Cilicia, pero no pudo evitar que el hermano de su prisionero, León, se apoderara de Lampron. Un noble armenio, Paguran de Barbaron, medió un tratado de paz. Rubén III acordó pagar un rescate y renunciar a Sarventikar, Tall Hamdun, Mamista y Adana. También reconoció la soberanía de Bohemundo. Después de pagar el rescate en 1186, fue liberado, pero pronto volvería a reconquistar las fortalezas y pueblos que había cedido al principado.

### Triunfo de Saladino

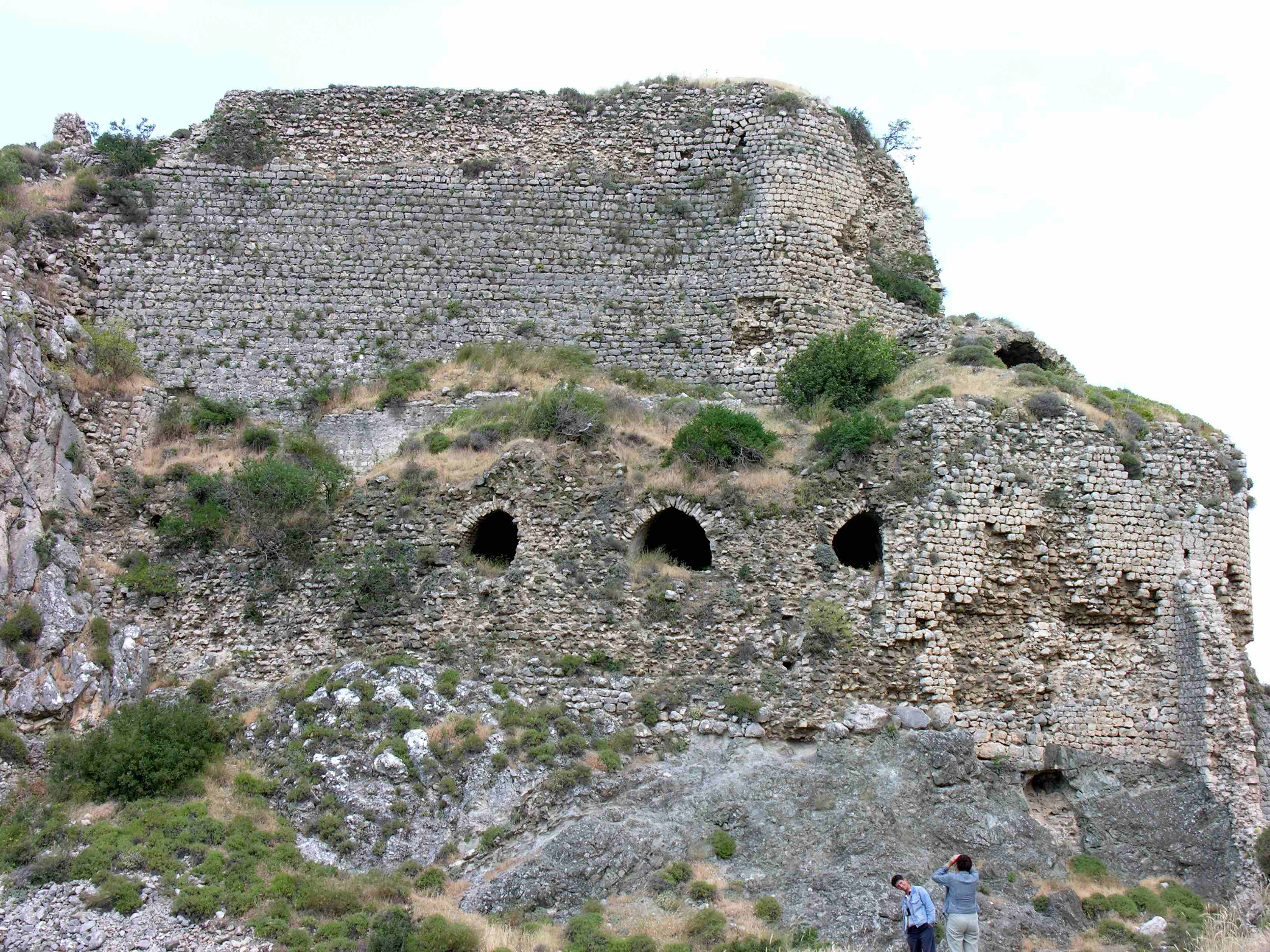
Ruinas del castillo de Bagras.

El joven Balduino V murió a fines del verano de 1186.Raimundo III y sus partidarios no pudieron evitar que Sibila, la madre del fallecido rey, y su esposo, se apoderaran del trono. Balduino de Ibelín, quien era el único barón de Jerusalén y que se negó a rendir homenaje a la pareja después de su coronación, se trasladó a Antioquía, donde recibió un feudo.
Las bandas nómadas de turcomanos invadieron Cilicia, lo que obligó a su nuevo gobernante, León, a jurar lealtad a Bohemundo poco después de su llegada al poder en 1186 o 1187. Los nómadas también irrumpieron en Antioquía, donde saquearon las tierras bajas alrededor de Latakia y los monasterios en las montañas cercanas. El príncipe se vio obligado a hacer una tregua con Al-Muzaffar Umar, el gobernador de Saladino en Siria, y que se unió a la invasión del Reino de Jerusalén en mayo de ese año. Aun así, Bohemundo envió cincuenta caballeros bajo el mando de su hijo mayor, Raimundo de Antioquía, después de que un ejército cristiano fuera casi aniquilado en la batalla de Cresson. Los turcomanos continuaron su incursión de saqueo hasta que el ejército antioqueño los derrotó y se apoderó de su botín.
Saladino infligió una aplastante derrota sobre el ejército cristiano en la batalla de los Cuernos de Hattin el 4 de julio de 1187. El hijo del príncipe fue uno de los pocos comandantes que huyó del campo de batalla. En tres meses, el sultán capturó casi todas las ciudades y fortalezas del reino. Raimundo III, quien murió antes a fines de 1187, legó el Condado de Trípoli a Raimundo de Antioquía, que además era su ahijado. Bohemundo envió a su hijo menor, también llamado Bohemundo, para ocupar el trono condal ya que estaba convencido de que su primogénito no podría defender ambos estados. Después de que su hijo se asentara en Trípoli, Bohemundo se convirtió en «el más grande de los francos y su gobernante más importante», según Ibn Al-Athir. El príncipe ofreció rendir homenaje a Guillermo II de Sicilia a cambio de asistencia militar.
Saladino comenzó la invasión del norte de Siria el 1 de julio de 1188. Sus tropas capturaron Latakia el 22 o 23 de julio, Saona seis días después, y las fortalezas a lo largo del río Orontes en agosto. Después de que los caballeros templarios entregaron Bagras el 26 de septiembre, Bohemundo pidió una tregua a Saladino, y ofreció liberar a sus prisioneros sarracenos. El sultán le concedió una tregua del 1 de octubre de 1188 al 31 de mayo de 1189. El príncipe logró conservar solo su capital y el puerto de san Simeón. También se estipuló que Antioquía se rendiría sin ofrecer resistencia a menos que llegaran refuerzos antes de que terminara el mes de mayo El príncipe insistió al emperador del Sacro Imperio Romano Germánico, Federico I Barbarroja, a venir a Siria, e incluso ofreció reconocerlo como soberano.

Este verano, el indescriptible Saladino destruyó totalmente la ciudad de Tortosa, excepto la ciudadela templaria e incendió la ciudad de Valania antes de pasar a la región de Antioquía, donde reclamó las famosas ciudades de Jabala y Latakia, las fortalezas de Saona, Gorda, Cavea y [ Burzey ] y las tierras hasta Antioquía. Más allá del principado, asedió y capturó Darbsaq y [Bagras]. Por lo tanto, con todo el principado aparte de nuestra fortaleza en Margat, más o menos destruidos y perdidos, el príncipe y su pueblo llegaron a un lamentable acuerdo con Saladino, de que si no recibían ayuda en los siete meses a partir de ese mes de octubre, entregarían formalmente la ciudad, por desgracia, sin siquiera arrojar piedra alguna, una ciudad adquirida con la sangre de valientes cristianos.
 Carta de Armengarde de Aspe, maestre de los hospitalarios, a Leopoldo V de Austria (noviembre de 1188).

### Tercera cruzada

Los Estados cruzados alrededor de 1190.

El rey Guido, que había sido liberado recientemente, llegó a Antioquía en julio o agosto de 1188, pero Bohemundo no le proporcionó asistencia militar, y se dirigió a Trípoli.
Federico I partió del Sacro Imperio Romano Germánico en mayo de 1189. La defensa del principado era el objetivo principal de su cruzada, pero murió inesperadamente cerca de Seleucia (actual Silifke en Turquía) el 10 de junio de 1190. Su hijo, Federico VI, duque de Suabia, asumió el mando del ejército, pero la mayoría de sus soldados decidieron regresar a Europa. Los cruzados alemanes restantes llegaron a Antioquía el 21 de junio de 1190. Bohemundo rindió homenaje a Federico VI. El cuerpo del fallecido emperador, que había sido llevado a Antioquía, fue enterrado en la catedral antes de que el duque continuara su cruzada.
En mayo de 1191 el príncipe navegó a Limasol junto con Guido y León para encontrarse con el rey Ricardo I de Inglaterra, que había llegado para reconquistar la Tierra Santa de Saladino. Se reunió una vez más con el rey inglés durante el sitio de Acre en el verano de 1191, pero no proporcionó asistencia militar a los cruzados. La relación de Bohemundo con León se puso tensa cuando este último capturó Bagras y se negó a cederlo a los caballeros templarios.
Después de que Ricardo I abandonara Tierra Santa, el príncipe se entrevistó con Saladino en Beirut el 30 de octubre de 1192. Según Ibn Al-Athir, Bohemundo «hizo una reverencia» y Saladino «le otorgó un manto de honor» en su reunión. Sellaron una tregua de diez años que incluía tanto a Antioquía como a Trípoli, pero no cubría a la Armenia Cilicia a pesar de que León era su vasallo.

### Últimos años
La esposa de Bohemundo, Sibila, quería asegurar el trono de Antioquía para su hijo, Guillermo, con la ayuda de León, cuya esposa, Isabel, era su sobrina. El armenio invitó al príncipe y su familia a Bagras, diciendo que quería comenzar las negociaciones sobre la rendición de la fortaleza a Antioquía o los templarios a principios de 1194. La reunión era una trampa ya que lo capturaron y lo condujeron a la capital armenia, Sis.
El príncipe se vio obligado a entregar su capital a León. También designó a su mariscal, Bartolomé Tirel, para acompañar a las tropas armenias, que estaban bajo el mando de Haitón de Sason, a Antioquía. Los nobles antioqueños permitieron a los soldados armenios entrar en la ciudad, pero los burgueses, principalmente griegos y latinos, se opusieron al dominio invasor. El comentario grosero de un soldado armenio sobre san Hilario, a quien estaba dedicada la capilla real, provocó un motín, lo que forzó a los armenios a retirarse de la ciudad. Los burgueses se reunieron en la catedral para formar una comuna bajo los auspicios del patriarca Emerico y declararon a Raimundo de Antioquía, regente mientras su padre estuviera prisionero. El hermano menor de Raimundo, Bohemundo, también se dirigió a Antioquía, y el ejército armenio tuvo que regresar a Cilicia.
Enrique I de Jerusalén llegó al principado para mediar un tratado de paz a principios de 1195. Después de que Bohemundo renunció a su reclamo de soberanía sobre Cilicia y reconoció la posesión de Bagras por parte de León, este lo liberó junto con sus criados. Poco tiempo después, su primogénito se casó con Alicia de Armenia, la sobrina y heredera de León.
Raimundo murió a principios de 1197, pero su viuda dio a luz a un hijo póstumo llamado Raimundo Rubén. El príncipe la envió a ella y a su pequeño hijo a Cilicia ya quería asegurar Antioquía para el hijo que había tenido con Sibila, o para garantizar su seguridad. Bohemundo ayudó a Enrique I de Brabante, a capturar Beirut en octubre de 1197. En poco tiempo, decidió asediar Jabala y Latakia, pero tuvo que regresar a Antioquía para reunirse con el legado papal, Conrado de Wittelsbach, arzobispo de Maguncia. El arzobispo había venido al principado para asegurar los derechos del pequeño para suceder a su abuelo. A pedido de Conrado, Bohemundo convocó a sus nobles, que juraron fidelidad a su nieto.
No obstante, Bohemundo de Trípoli se consideraba el heredero legal de su padre, porque ahora era el hijo mayor. Llegó a Antioquía a fines de 1198 y persuadió a la comuna para que lo aceptaran como su gobernante. En poco tiempo, regresó a Trípoli, lo que permitió a su padre retomar el control de los asuntos estatales; esto sugiere que el príncipe había apoyado en secreto el golpe de Estado de su hijo. León apeló a la Santa Sede para proteger los derechos de su sobrino nieto, pero los caballeros templarios presentaron una queja en su contra por negarse a devolverles Bagras.
Bohemundo murió en abril de 1201. Su hijo se apresuró a Antioquía para asistir a su funeral. La comuna lo proclamó príncipe, pero muchos nobles que se mantuvieron leales a Raimundo Rubén huyeron a Cilicia. La subsiguiente guerra de sucesión en el principado se prolongó hasta la muerte de León en mayo de 1219.

## Matrimonio y descendencia
| \| \| \| \| \| \| \| \| \| \| \| \| \| \| \| \| \| \| \| \| \| \| \| \| \| \| \| \| \| \| \| \| \| \| \| \| \| \| \| \| \| \| \| \| \| \| \| \| \| \| \| Tancredo de Hauteville \| Tancredo de Hauteville \| Tancredo de Hauteville \| Tancredo de Hauteville \| Tancredo de Hauteville \| Tancredo de Hauteville \| \| \| Fressenda \| Fressenda \| Fressenda \| Fressenda \| Fressenda \| Fressenda \| \| \| \| \| \| \| \| \| \| \| \| \| \| \| \| \| \| \| \| \| \| \| \| \| \| \| \| \| \| \| \| \| \| \| \| \| \| \| \| \| \| \| \| \| \| \| \| \| \| \| \| \| \| \| \| \| \| \| \| \| \| \| \| \| \| \| \| \| \| \| \| Tancredo de Hauteville \| Tancredo de Hauteville \| Tancredo de Hauteville \| Tancredo de Hauteville \| Tancredo de Hauteville \| Tancredo de Hauteville \| \| \| Fressenda \| Fressenda \| Fressenda \| Fressenda \| Fressenda \| Fressenda \| \| \| \| \| \| \| \| \| \| \| \| \| \| \| \| \| \| \| \| \| \| \| \| \| \| \| \| \| \| \| \| \| \| \| \| \| \| \| \| \| \| \| \| \| \| \| \| \| \| \| \| \| \| \| \| \| \| \| \| \| \| \| \| \| \| \| \| \| \| \| \| \| \| \| \| \| \| \| \| \| \| \| \| \| \| \| \| \| \| \| \| \| \| \| \| \| \| \| \| \| \| \| \| \| \| \| \| \| \| \| \| \| \| \| \| \| \| \| \| \| \| \| \| \| \| \| \| \| \| \| \| \| \| \| \| \| \| \| \| \| \| \| \| \| \| \| \| \| \| \| \| \| \| \| \| \| \| \| \| \| \| \| \| \| \| \| \| \| \| \| \| \| \| \| \| \| \| \| \| \| \| \| \| \| \| \| \| \| \| \| \| \| \| \| \| Hugo I de Rethel \| Hugo I de Rethel \| Hugo I de Rethel \| Hugo I de Rethel \| Hugo I de Rethel \| Hugo I de Rethel \| \| \| Melisenda de Montlhéry \| Melisenda de Montlhéry \| Melisenda de Montlhéry \| Melisenda de Montlhéry \| Melisenda de Montlhéry \| Melisenda de Montlhéry \| \| \| \| \| \| \| \| \| \| \| \| \| \| \| \| \| \| \| \| \| \| \| \| \| Alberada de Buonalbergo \| Alberada de Buonalbergo \| Alberada de Buonalbergo \| Alberada de Buonalbergo \| Alberada de Buonalbergo \| Alberada de Buonalbergo \| \| \| Roberto Guiscardo \| Roberto Guiscardo \| Roberto Guiscardo \| Roberto Guiscardo \| Roberto Guiscardo \| Roberto Guiscardo \| \| \| Roger I de Sicilia \| Roger I de Sicilia \| Roger I de Sicilia \| Roger I de Sicilia \| Roger I de Sicilia \| Roger I de Sicilia \| \| \| \| \| \| \| \| \| \| \| \| \| \| \| \| \| \| \| \| \| \| \| \| \| \| Hugo I de Rethel \| Hugo I de Rethel \| Hugo I de Rethel \| Hugo I de Rethel \| Hugo I de Rethel \| Hugo I de Rethel \| \| \| Melisenda de Montlhéry \| Melisenda de Montlhéry \| Melisenda de Montlhéry \| Melisenda de Montlhéry \| Melisenda de Montlhéry \| Melisenda de Montlhéry \| \| \| \| \| \| \| \| \| \| \| \| \| \| \| \| \| \| \| \| \| \| \| \| \| Alberada de Buonalbergo \| Alberada de Buonalbergo \| Alberada de Buonalbergo \| Alberada de Buonalbergo \| Alberada de Buonalbergo \| Alberada de Buonalbergo \| \| \| Roberto Guiscardo \| Roberto Guiscardo \| Roberto Guiscardo \| Roberto Guiscardo \| Roberto Guiscardo \| Roberto Guiscardo \| \| \| Roger I de Sicilia \| Roger I de Sicilia \| Roger I de Sicilia \| Roger I de Sicilia \| Roger I de Sicilia \| Roger I de Sicilia \| \| \| \| \| \| \| \| \| \| \| \| \| \| \| \| \| \| \| \| \| \| \| \| \| \| \| \| \| \| \| \| \| \| \| \| \| \| \| \| \| \| \| \| \| \| \| \| \| \| \| \| \| \| \| \| \| \| \| \| \| \| \| \| \| \| \| \| \| \| \| \| \| \| \| \| \| \| \| \| \| \| \| \| \| \| \| \| \| \| \| \| \| \| \| \| \| \| \| \| \| \| \| \| \| \| \| \| \| \| \| \| \| \| \| Balduino II de Jerusalén \| Balduino II de Jerusalén \| Balduino II de Jerusalén \| Balduino II de Jerusalén \| Balduino II de Jerusalén \| Balduino II de Jerusalén \| \| \| Morfia de Melitene \| Morfia de Melitene \| Morfia de Melitene \| Morfia de Melitene \| Morfia de Melitene \| Morfia de Melitene \| \| \| \| \| \| \| \| \| \| \| \| \| \| \| \| \| Constanza de Francia \| Constanza de Francia \| Constanza de Francia \| Constanza de Francia \| Constanza de Francia \| Constanza de Francia \| \| \| Bohemundo I de Antioquía \| Bohemundo I de Antioquía \| Bohemundo I de Antioquía \| Bohemundo I de Antioquía \| Bohemundo I de Antioquía \| Bohemundo I de Antioquía \| \| \| \| \| \| \| Roger II de Sicilia \| Roger II de Sicilia \| Roger II de Sicilia \| Roger II de Sicilia \| Roger II de Sicilia \| Roger II de Sicilia \| \| \| \| \| \| \| \| \| \| \| \| \| \| \| \| \| \| \| \| \| \| \| \| \| \| \| \| \| \| Balduino II de Jerusalén \| Balduino II de Jerusalén \| Balduino II de Jerusalén \| Balduino II de Jerusalén \| Balduino II de Jerusalén \| Balduino II de Jerusalén \| \| \| Morfia de Melitene \| Morfia de Melitene \| Morfia de Melitene \| Morfia de Melitene \| Morfia de Melitene \| Morfia de Melitene \| \| \| \| \| \| \| \| \| \| \| \| \| \| \| \| \| Constanza de Francia \| Constanza de Francia \| Constanza de Francia \| Constanza de Francia \| Constanza de Francia \| Constanza de Francia \| \| \| Bohemundo I de Antioquía \| Bohemundo I de Antioquía \| Bohemundo I de Antioquía \| Bohemundo I de Antioquía \| Bohemundo I de Antioquía \| Bohemundo I de Antioquía \| \| \| \| \| \| \| Roger II de Sicilia \| Roger II de Sicilia \| Roger II de Sicilia \| Roger II de Sicilia \| Roger II de Sicilia \| Roger II de Sicilia \| \| \| \| \| \| \| \| \| \| \| \| \| \| \| \| \| \| \| \| \| \| \| \| \| \| \| \| \| \| \| \| \| \| \| \| \| \| \| \| \| \| \| \| \| \| \| \| \| \| \| \| \| \| \| \| \| \| \| \| \| \| \| \| \| \| \| \| \| \| \| \| \| \| \| \| \| \| \| \| \| \| \| \| \| \| \| \| \| \| \| \| \| \| \| \| \| \| \| \| \| \| \| \| \| \| \| \| \| \| \| \| \| \| \| \| \| \| \| \| \| \| \| \| \| \| \| \| \| \| \| \| \| \| \| \| \| \| \| \| \| \| \| \| \| \| \| \| \| \| \| \| \| \| \| \| \| \| \| \| \| \| \| \| \| \| \| \| \| \| \| \| \| \| \| \| \| \| \| \| \| \| \| \| \| \| \| \| \| \| \| \| \| \| \| \| Melisenda de Jerusalén \| Melisenda de Jerusalén \| Melisenda de Jerusalén \| Melisenda de Jerusalén \| Melisenda de Jerusalén \| Melisenda de Jerusalén \| \| \| \| \| \| \| \| \| \| \| \| \| \| \| \| \| \| \| \| \| \| \| \| \| Alicia de Jerusalén \| Alicia de Jerusalén \| Alicia de Jerusalén \| Alicia de Jerusalén \| Alicia de Jerusalén \| Alicia de Jerusalén \| \| \| Bohemundo II de Antioquía \| Bohemundo II de Antioquía \| Bohemundo II de Antioquía \| Bohemundo II de Antioquía \| Bohemundo II de Antioquía \| Bohemundo II de Antioquía \| \| \| Hodierna de Jerusalén \| Hodierna de Jerusalén \| Hodierna de Jerusalén \| Hodierna de Jerusalén \| Hodierna de Jerusalén \| Hodierna de Jerusalén \| \| \| Guillermo I de Sicilia \| Guillermo I de Sicilia \| Guillermo I de Sicilia \| Guillermo I de Sicilia \| Guillermo I de Sicilia \| Guillermo I de Sicilia \| \| \| \| \| \| \| \| \| \| \| \| \| \| \| \| \| \| \| \| \| \| \| \| \| \| Melisenda de Jerusalén \| Melisenda de Jerusalén \| Melisenda de Jerusalén \| Melisenda de Jerusalén \| Melisenda de Jerusalén \| Melisenda de Jerusalén \| \| \| \| \| \| \| \| \| \| \| \| \| \| \| \| \| \| \| \| \| \| \| \| \| Alicia de Jerusalén \| Alicia de Jerusalén \| Alicia de Jerusalén \| Alicia de Jerusalén \| Alicia de Jerusalén \| Alicia de Jerusalén \| \| \| Bohemundo II de Antioquía \| Bohemundo II de Antioquía \| Bohemundo II de Antioquía \| Bohemundo II de Antioquía \| Bohemundo II de Antioquía \| Bohemundo II de Antioquía \| \| \| Hodierna de Jerusalén \| Hodierna de Jerusalén \| Hodierna de Jerusalén \| Hodierna de Jerusalén \| Hodierna de Jerusalén \| Hodierna de Jerusalén \| \| \| Guillermo I de Sicilia \| Guillermo I de Sicilia \| Guillermo I de Sicilia \| Guillermo I de Sicilia \| Guillermo I de Sicilia \| Guillermo I de Sicilia \| \| \| \| \| \| \| \| \| \| \| \| \| \| \| \| \| \| \| \| \| \| \| \| \| \| \| \| \| \| \| \| \| \| \| \| \| \| \| \| \| \| \| \| \| \| \| \| \| \| \| \| \| \| \| \| \| \| \| \| \| \| \| \| \| \| \| \| \| \| \| \| \| \| \| \| \| \| \| \| \| \| \| \| \| \| \| \| \| \| \| \| \| \| \| \| \| \| \| \| \| \| \| \| \| \| \| \| \| \| \| \| \| \| \| \| \| \| \| \| \| \| \| \| \| \| \| \| \| \| \| \| \| \| \| \| \| \| \| \| \| \| \| \| \| \| \| \| \| \| \| \| \| \| \| \| \| \| \| \| \| \| \| \| \| \| \| \| \| \| \| \| \| \| \| \| \| \| \| \| \| \| \| \| \| \| \| \| \| \| \| \| Balduino III de Jerusalén \| Balduino III de Jerusalén \| Balduino III de Jerusalén \| Balduino III de Jerusalén \| Balduino III de Jerusalén \| Balduino III de Jerusalén \| \| \| Amalarico I de Jerusalén \| Amalarico I de Jerusalén \| Amalarico I de Jerusalén \| Amalarico I de Jerusalén \| Amalarico I de Jerusalén \| Amalarico I de Jerusalén \| \| \| \| \| \| \| \| \| \| \| \| \| \| \| \| \| \| \| \| \| \| \| \| \| \| \| \| \| \| \| \| \| \| \| \| \| Raimundo III de Trípoli \| Raimundo III de Trípoli \| Raimundo III de Trípoli \| Raimundo III de Trípoli \| Raimundo III de Trípoli \| Raimundo III de Trípoli \| \| \| Guillermo II de Sicilia \| Guillermo II de Sicilia \| Guillermo II de Sicilia \| Guillermo II de Sicilia \| Guillermo II de Sicilia \| Guillermo II de Sicilia \| \| \| \| \| \| \| \| \| \| \| \| \| \| \| \| \| \| \| \| \| \| Balduino III de Jerusalén \| Balduino III de Jerusalén \| Balduino III de Jerusalén \| Balduino III de Jerusalén \| Balduino III de Jerusalén \| Balduino III de Jerusalén \| \| \| Amalarico I de Jerusalén \| Amalarico I de Jerusalén \| Amalarico I de Jerusalén \| Amalarico I de Jerusalén \| Amalarico I de Jerusalén \| Amalarico I de Jerusalén \| \| \| \| \| \| \| \| \| \| \| \| \| \| \| \| \| \| \| \| \| \| \| \| \| \| \| \| \| Raimundo de Poitiers \| Raimundo de Poitiers \| Raimundo de Poitiers \| Raimundo de Poitiers \| Raimundo de Poitiers \| Raimundo de Poitiers \| \| \| Raimundo III de Trípoli \| Raimundo III de Trípoli \| Raimundo III de Trípoli \| Raimundo III de Trípoli \| Raimundo III de Trípoli \| Raimundo III de Trípoli \| Constanza de Antioquía \| Constanza de Antioquía \| Constanza de Antioquía \| Constanza de Antioquía \| Constanza de Antioquía \| Constanza de Antioquía \| Guillermo II de Sicilia \| Guillermo II de Sicilia \| \| \| \| \| \| \| \| \| \| \| \| \| \| \| Reinaldo de Châtillon \| Reinaldo de Châtillon \| Reinaldo de Châtillon \| Reinaldo de Châtillon \| Reinaldo de Châtillon \| Reinaldo de Châtillon \| \| \| \| \| \| \| \| \| \| \| \| \| \| \| \| \| \| \| \| \| \| \| \| \| \| \| \| \| \| \| \| \| \| \| \| \| \| \| \| \| \| \| \| Raimundo de Poitiers \| Raimundo de Poitiers \| Raimundo de Poitiers \| Raimundo de Poitiers \| Raimundo de Poitiers \| Raimundo de Poitiers \| \| \| \| \| \| \| \| \| Constanza de Antioquía \| Constanza de Antioquía \| Constanza de Antioquía \| Constanza de Antioquía \| Constanza de Antioquía \| Constanza de Antioquía \| \| \| \| \| \| \| \| \| \| \| \| \| \| \| \| \| Reinaldo de Châtillon \| Reinaldo de Châtillon \| Reinaldo de Châtillon \| Reinaldo de Châtillon \| Reinaldo de Châtillon \| Reinaldo de Châtillon \| \| Balduino IV de Jerusalén \| Balduino IV de Jerusalén \| Balduino IV de Jerusalén \| Balduino IV de Jerusalén \| Balduino IV de Jerusalén \| Balduino IV de Jerusalén \| \| \| Sibila de Jerusalén \| Sibila de Jerusalén \| Sibila de Jerusalén \| Sibila de Jerusalén \| Sibila de Jerusalén \| Sibila de Jerusalén \| \| \| Isabel I de Jerusalén \| Isabel I de Jerusalén \| Isabel I de Jerusalén \| Isabel I de Jerusalén \| Isabel I de Jerusalén \| Isabel I de Jerusalén \| \| \| \| \| \| \| \| \| \| \| \| \| \| \| \| \| \| \| \| \| \| \| \| \| \| \| \| \| \| \| \| \| \| \| \| \| \| \| \| \| \| \| \| \| \| \| \| \| \| \| \| \| \| \| \| \| \| \| \| \| \| \| \| Balduino IV de Jerusalén \| Balduino IV de Jerusalén \| Balduino IV de Jerusalén \| Balduino IV de Jerusalén \| Balduino IV de Jerusalén \| Balduino IV de Jerusalén \| \| \| Sibila de Jerusalén \| Sibila de Jerusalén \| Sibila de Jerusalén \| Sibila de Jerusalén \| Sibila de Jerusalén \| Sibila de Jerusalén \| \| \| Isabel I de Jerusalén \| Isabel I de Jerusalén \| Isabel I de Jerusalén \| Isabel I de Jerusalén \| Isabel I de Jerusalén \| Isabel I de Jerusalén \| \| \| \| \| \| \| \| \| \| \| \| \| \| \| \| \| \| \| \| \| \| \| \| \| \| \| \| \| \| \| \| \| \| \| \| \| \| \| \| \| \| \| \| \| \| \| \| \| \| \| \| \| \| \| \| \| \| \| \| \| \| \| \| \| \| \| \| \| \| \| \| \| \| \| \| \| \| \| \| \| \| \| \| \| \| Bohemundo III de Antioquía \| Bohemundo III de Antioquía \| Bohemundo III de Antioquía \| Bohemundo III de Antioquía \| Bohemundo III de Antioquía \| Bohemundo III de Antioquía \| \| \| María \| María \| María \| María \| María \| María \| \| \| Felipa \| Felipa \| Felipa \| Felipa \| Felipa \| Felipa \| \| \| Balduino \| Balduino \| Balduino \| Balduino \| Balduino \| Balduino \| \| \| Inés \| Inés \| Inés \| Inés \| Inés \| Inés \| \| \| \| \| \| \| \| \| \| \| \| \| \| \| \| \| \| \| \| \| \| \| \| \| \| \| \| \| \| \| \| \| \| \| \| \| \| \| \| \| \| \| \| \| \| \| \| Bohemundo III de Antioquía \| Bohemundo III de Antioquía \| Bohemundo III de Antioquía \| Bohemundo III de Antioquía \| Bohemundo III de Antioquía \| Bohemundo III de Antioquía \| \| \| María \| María \| María \| María \| María \| María \| \| \| Felipa \| Felipa \| Felipa \| Felipa \| Felipa \| Felipa \| \| \| Balduino \| Balduino \| Balduino \| Balduino \| Balduino \| Balduino \| \| \| Inés \| Inés \| Inés \| Inés \| Inés \| Inés \| \| \| \| \| \| \| \| \| \| \| \| \| \| \| \| \| \| \| \| \| \| \| \| \| \| \| \| \| \| \| \| \| \| \| \| \| \| \| \| \| \| \| \| \| \| \| \| \| \| \| \| \| \| \| \| \| \| \| \| \| \| \| \| \| \| \| \| \| \| \| \| \| \| \| \| \| \| \| \| \| \| \| \| \| \| \| \| \| \| \| \| \| \| \| \| \| \| \| \| \| \| \| \| \| \| \| \| \| \| \| \| \| \| \| \| \| \| \| Balduino V de Jerusalén \| Balduino V de Jerusalén \| Balduino V de Jerusalén \| Balduino V de Jerusalén \| Balduino V de Jerusalén \| Balduino V de Jerusalén \| \| \| Raimundo IV de Trípoli \| Raimundo IV de Trípoli \| Raimundo IV de Trípoli \| Raimundo IV de Trípoli \| Raimundo IV de Trípoli \| Raimundo IV de Trípoli \| \| \| \| \| Bohemundo IV de Antioquía \| Bohemundo IV de Antioquía \| Bohemundo IV de Antioquía \| Bohemundo IV de Antioquía \| Bohemundo IV de Antioquía \| Bohemundo IV de Antioquía \| \| \| \| \| \| \| \| \| \| \| \| \| \| \| \| \| \| \| \| \| \| \| \| \| \| \| \| \| \| \| \| \| \| \| \| \| \| \| \| \| \| \| \| \| \| \| \| \| \| \| \| \| |                           |                           |                           |                           |                           |                        |                        |                          |                          |                          |                          |                          |                          |                        |                        |                        |                        |                        |                        |                        |                        |                            |                            |                            |                            |                            |                            |                           |                           |                           |                           |       |       |                     |                     |                     |                     |                      |                      |                      |                      |                           |                           |                           |                           |                           |                           |                          |                          |                          |                          |                         |                         |                         |                         |                        |                        |                         |                         |                         |                         |                         |                         |  |  |  |  |  |  |  |  |  |  |  |  |  |  |                       |                       |                       |                       |                       |                       |
| |                           |                           |                           |                           |                           |                        |                        |                          |                          |                          |                          |                          |                          |                        |                        |                        |                        |                        |                        |                        |                        |                            |                            |                            |                            |                            |                            |                           |                           |                           |                           |       |       |                     |                     |                     |                     |                      |                      |                      |                      |                           |                           |                           |                           |                           |                           |                          |                          | Tancredo de Hauteville   | Tancredo de Hauteville   | Tancredo de Hauteville  | Tancredo de Hauteville  | Tancredo de Hauteville  | Tancredo de Hauteville  |                        |                        | Fressenda               | Fressenda               | Fressenda               | Fressenda               | Fressenda               | Fressenda               |  |  |  |  |  |  |  |  |  |  |  |  |  |  |                       |                       |                       |                       |                       |                       |
| |                           |                           |                           |                           |                           |                        |                        |                          |                          |                          |                          |                          |                          |                        |                        |                        |                        |                        |                        |                        |                        |                            |                            |                            |                            |                            |                            |                           |                           |                           |                           |       |       |                     |                     |                     |                     |                      |                      |                      |                      |                           |                           |                           |                           |                           |                           |                          |                          | Tancredo de Hauteville   | Tancredo de Hauteville   | Tancredo de Hauteville  | Tancredo de Hauteville  | Tancredo de Hauteville  | Tancredo de Hauteville  |                        |                        | Fressenda               | Fressenda               | Fressenda               | Fressenda               | Fressenda               | Fressenda               |  |  |  |  |  |  |  |  |  |  |  |  |  |  |                       |                       |                       |                       |                       |                       |
| |                           |                           |                           |                           |                           |                        |                        |                          |                          |                          |                          |                          |                          |                        |                        |                        |                        |                        |                        |                        |                        |                            |                            |                            |                            |                            |                            |                           |                           |                           |                           |       |       |                     |                     |                     |                     |                      |                      |                      |                      |                           |                           |                           |                           |                           |                           |                          |                          |                          |                          |                         |                         |                         |                         |                        |                        |                         |                         |                         |                         |                         |                         |  |  |  |  |  |  |  |  |  |  |  |  |  |  |                       |                       |                       |                       |                       |                       |
| |                           |                           |                           |                           |                           |                        |                        |                          |                          |                          |                          |                          |                          |                        |                        |                        |                        |                        |                        |                        |                        |                            |                            |                            |                            |                            |                            |                           |                           |                           |                           |       |       |                     |                     |                     |                     |                      |                      |                      |                      |                           |                           |                           |                           |                           |                           |                          |                          |                          |                          |                         |                         |                         |                         |                        |                        |                         |                         |                         |                         |                         |                         |  |  |  |  |  |  |  |  |  |  |  |  |  |  |                       |                       |                       |                       |                       |                       |
| |                           |                           |                           | Hugo I de Rethel          | Hugo I de Rethel          | Hugo I de Rethel       | Hugo I de Rethel       | Hugo I de Rethel         | Hugo I de Rethel         |                          |                          | Melisenda de Montlhéry   | Melisenda de Montlhéry   | Melisenda de Montlhéry | Melisenda de Montlhéry | Melisenda de Montlhéry | Melisenda de Montlhéry |                        |                        |                        |                        |                            |                            |                            |                            |                            |                            |                           |                           |                           |                           |       |       |                     |                     |                     |                     |                      |                      |                      |                      | Alberada de Buonalbergo   | Alberada de Buonalbergo   | Alberada de Buonalbergo   | Alberada de Buonalbergo   | Alberada de Buonalbergo   | Alberada de Buonalbergo   |                          |                          | Roberto Guiscardo        | Roberto Guiscardo        | Roberto Guiscardo       | Roberto Guiscardo       | Roberto Guiscardo       | Roberto Guiscardo       |                        |                        | Roger I de Sicilia      | Roger I de Sicilia      | Roger I de Sicilia      | Roger I de Sicilia      | Roger I de Sicilia      | Roger I de Sicilia      |  |  |  |  |  |  |  |  |  |  |  |  |  |  |                       |                       |                       |                       |                       |                       |
| |                           |                           |                           | Hugo I de Rethel          | Hugo I de Rethel          | Hugo I de Rethel       | Hugo I de Rethel       | Hugo I de Rethel         | Hugo I de Rethel         |                          |                          | Melisenda de Montlhéry   | Melisenda de Montlhéry   | Melisenda de Montlhéry | Melisenda de Montlhéry | Melisenda de Montlhéry | Melisenda de Montlhéry |                        |                        |                        |                        |                            |                            |                            |                            |                            |                            |                           |                           |                           |                           |       |       |                     |                     |                     |                     |                      |                      |                      |                      | Alberada de Buonalbergo   | Alberada de Buonalbergo   | Alberada de Buonalbergo   | Alberada de Buonalbergo   | Alberada de Buonalbergo   | Alberada de Buonalbergo   |                          |                          | Roberto Guiscardo        | Roberto Guiscardo        | Roberto Guiscardo       | Roberto Guiscardo       | Roberto Guiscardo       | Roberto Guiscardo       |                        |                        | Roger I de Sicilia      | Roger I de Sicilia      | Roger I de Sicilia      | Roger I de Sicilia      | Roger I de Sicilia      | Roger I de Sicilia      |  |  |  |  |  |  |  |  |  |  |  |  |  |  |                       |                       |                       |                       |                       |                       |
| |                           |                           |                           |                           |                           |                        |                        |                          |                          |                          |                          |                          |                          |                        |                        |                        |                        |                        |                        |                        |                        |                            |                            |                            |                            |                            |                            |                           |                           |                           |                           |       |       |                     |                     |                     |                     |                      |                      |                      |                      |                           |                           |                           |                           |                           |                           |                          |                          |                          |                          |                         |                         |                         |                         |                        |                        |                         |                         |                         |                         |                         |                         |  |  |  |  |  |  |  |  |  |  |  |  |  |  |                       |                       |                       |                       |                       |                       |
| |                           |                           |                           |                           |                           |                        |                        | Balduino II de Jerusalén | Balduino II de Jerusalén | Balduino II de Jerusalén | Balduino II de Jerusalén | Balduino II de Jerusalén | Balduino II de Jerusalén |                        |                        | Morfia de Melitene     | Morfia de Melitene     | Morfia de Melitene     | Morfia de Melitene     | Morfia de Melitene     | Morfia de Melitene     |                            |                            |                            |                            |                            |                            |                           |                           |                           |                           |       |       |                     |                     |                     |                     | Constanza de Francia | Constanza de Francia | Constanza de Francia | Constanza de Francia | Constanza de Francia      | Constanza de Francia      |                           |                           | Bohemundo I de Antioquía  | Bohemundo I de Antioquía  | Bohemundo I de Antioquía | Bohemundo I de Antioquía | Bohemundo I de Antioquía | Bohemundo I de Antioquía |                         |                         |                         |                         |                        |                        | Roger II de Sicilia     | Roger II de Sicilia     | Roger II de Sicilia     | Roger II de Sicilia     | Roger II de Sicilia     | Roger II de Sicilia     |  |  |  |  |  |  |  |  |  |  |  |  |  |  |                       |                       |                       |                       |                       |                       |
| |                           |                           |                           |                           |                           |                        |                        | Balduino II de Jerusalén | Balduino II de Jerusalén | Balduino II de Jerusalén | Balduino II de Jerusalén | Balduino II de Jerusalén | Balduino II de Jerusalén |                        |                        | Morfia de Melitene     | Morfia de Melitene     | Morfia de Melitene     | Morfia de Melitene     | Morfia de Melitene     | Morfia de Melitene     |                            |                            |                            |                            |                            |                            |                           |                           |                           |                           |       |       |                     |                     |                     |                     | Constanza de Francia | Constanza de Francia | Constanza de Francia | Constanza de Francia | Constanza de Francia      | Constanza de Francia      |                           |                           | Bohemundo I de Antioquía  | Bohemundo I de Antioquía  | Bohemundo I de Antioquía | Bohemundo I de Antioquía | Bohemundo I de Antioquía | Bohemundo I de Antioquía |                         |                         |                         |                         |                        |                        | Roger II de Sicilia     | Roger II de Sicilia     | Roger II de Sicilia     | Roger II de Sicilia     | Roger II de Sicilia     | Roger II de Sicilia     |  |  |  |  |  |  |  |  |  |  |  |  |  |  |                       |                       |                       |                       |                       |                       |
| |                           |                           |                           |                           |                           |                        |                        |                          |                          |                          |                          |                          |                          |                        |                        |                        |                        |                        |                        |                        |                        |                            |                            |                            |                            |                            |                            |                           |                           |                           |                           |       |       |                     |                     |                     |                     |                      |                      |                      |                      |                           |                           |                           |                           |                           |                           |                          |                          |                          |                          |                         |                         |                         |                         |                        |                        |                         |                         |                         |                         |                         |                         |  |  |  |  |  |  |  |  |  |  |  |  |  |  |                       |                       |                       |                       |                       |                       |
| |                           |                           |                           |                           |                           |                        |                        |                          |                          |                          |                          |                          |                          |                        |                        |                        |                        |                        |                        |                        |                        |                            |                            |                            |                            |                            |                            |                           |                           |                           |                           |       |       |                     |                     |                     |                     |                      |                      |                      |                      |                           |                           |                           |                           |                           |                           |                          |                          |                          |                          |                         |                         |                         |                         |                        |                        |                         |                         |                         |                         |                         |                         |  |  |  |  |  |  |  |  |  |  |  |  |  |  |                       |                       |                       |                       |                       |                       |
| |                           |                           |                           | Melisenda de Jerusalén    | Melisenda de Jerusalén    | Melisenda de Jerusalén | Melisenda de Jerusalén | Melisenda de Jerusalén   | Melisenda de Jerusalén   |                          |                          |                          |                          |                        |                        |                        |                        |                        |                        |                        |                        |                            |                            |                            |                            |                            |                            |                           |                           |                           |                           |       |       | Alicia de Jerusalén | Alicia de Jerusalén | Alicia de Jerusalén | Alicia de Jerusalén | Alicia de Jerusalén  | Alicia de Jerusalén  |                      |                      | Bohemundo II de Antioquía | Bohemundo II de Antioquía | Bohemundo II de Antioquía | Bohemundo II de Antioquía | Bohemundo II de Antioquía | Bohemundo II de Antioquía |                          |                          | Hodierna de Jerusalén    | Hodierna de Jerusalén    | Hodierna de Jerusalén   | Hodierna de Jerusalén   | Hodierna de Jerusalén   | Hodierna de Jerusalén   |                        |                        | Guillermo I de Sicilia  | Guillermo I de Sicilia  | Guillermo I de Sicilia  | Guillermo I de Sicilia  | Guillermo I de Sicilia  | Guillermo I de Sicilia  |  |  |  |  |  |  |  |  |  |  |  |  |  |  |                       |                       |                       |                       |                       |                       |
| |                           |                           |                           | Melisenda de Jerusalén    | Melisenda de Jerusalén    | Melisenda de Jerusalén | Melisenda de Jerusalén | Melisenda de Jerusalén   | Melisenda de Jerusalén   |                          |                          |                          |                          |                        |                        |                        |                        |                        |                        |                        |                        |                            |                            |                            |                            |                            |                            |                           |                           |                           |                           |       |       | Alicia de Jerusalén | Alicia de Jerusalén | Alicia de Jerusalén | Alicia de Jerusalén | Alicia de Jerusalén  | Alicia de Jerusalén  |                      |                      | Bohemundo II de Antioquía | Bohemundo II de Antioquía | Bohemundo II de Antioquía | Bohemundo II de Antioquía | Bohemundo II de Antioquía | Bohemundo II de Antioquía |                          |                          | Hodierna de Jerusalén    | Hodierna de Jerusalén    | Hodierna de Jerusalén   | Hodierna de Jerusalén   | Hodierna de Jerusalén   | Hodierna de Jerusalén   |                        |                        | Guillermo I de Sicilia  | Guillermo I de Sicilia  | Guillermo I de Sicilia  | Guillermo I de Sicilia  | Guillermo I de Sicilia  | Guillermo I de Sicilia  |  |  |  |  |  |  |  |  |  |  |  |  |  |  |                       |                       |                       |                       |                       |                       |
| |                           |                           |                           |                           |                           |                        |                        |                          |                          |                          |                          |                          |                          |                        |                        |                        |                        |                        |                        |                        |                        |                            |                            |                            |                            |                            |                            |                           |                           |                           |                           |       |       |                     |                     |                     |                     |                      |                      |                      |                      |                           |                           |                           |                           |                           |                           |                          |                          |                          |                          |                         |                         |                         |                         |                        |                        |                         |                         |                         |                         |                         |                         |  |  |  |  |  |  |  |  |  |  |  |  |  |  |                       |                       |                       |                       |                       |                       |
| |                           |                           |                           |                           |                           |                        |                        |                          |                          |                          |                          |                          |                          |                        |                        |                        |                        |                        |                        |                        |                        |                            |                            |                            |                            |                            |                            |                           |                           |                           |                           |       |       |                     |                     |                     |                     |                      |                      |                      |                      |                           |                           |                           |                           |                           |                           |                          |                          |                          |                          |                         |                         |                         |                         |                        |                        |                         |                         |                         |                         |                         |                         |  |  |  |  |  |  |  |  |  |  |  |  |  |  |                       |                       |                       |                       |                       |                       |
| Balduino III de Jerusalén | Balduino III de Jerusalén | Balduino III de Jerusalén | Balduino III de Jerusalén | Balduino III de Jerusalén | Balduino III de Jerusalén |                        |                        | Amalarico I de Jerusalén | Amalarico I de Jerusalén | Amalarico I de Jerusalén | Amalarico I de Jerusalén | Amalarico I de Jerusalén | Amalarico I de Jerusalén |                        |                        |                        |                        |                        |                        |                        |                        |                            |                            |                            |                            |                            |                            |                           |                           |                           |                           |       |       |                     |                     |                     |                     |                      |                      |                      |                      |                           |                           |                           |                           |                           |                           |                          |                          | Raimundo III de Trípoli  | Raimundo III de Trípoli  | Raimundo III de Trípoli | Raimundo III de Trípoli | Raimundo III de Trípoli | Raimundo III de Trípoli |                        |                        | Guillermo II de Sicilia | Guillermo II de Sicilia | Guillermo II de Sicilia | Guillermo II de Sicilia | Guillermo II de Sicilia | Guillermo II de Sicilia |  |  |  |  |  |  |  |  |  |  |  |  |  |  |                       |                       |                       |                       |                       |                       |
| Balduino III de Jerusalén | Balduino III de Jerusalén | Balduino III de Jerusalén | Balduino III de Jerusalén | Balduino III de Jerusalén | Balduino III de Jerusalén |                        |                        | Amalarico I de Jerusalén | Amalarico I de Jerusalén | Amalarico I de Jerusalén | Amalarico I de Jerusalén | Amalarico I de Jerusalén | Amalarico I de Jerusalén |                        |                        |                        |                        |                        |                        |                        |                        |                            |                            |                            |                            |                            |                            |                           |                           |                           |                           |       |       |                     |                     |                     |                     |                      |                      |                      |                      | Raimundo de Poitiers      | Raimundo de Poitiers      | Raimundo de Poitiers      | Raimundo de Poitiers      | Raimundo de Poitiers      | Raimundo de Poitiers      |                          |                          | Raimundo III de Trípoli  | Raimundo III de Trípoli  | Raimundo III de Trípoli | Raimundo III de Trípoli | Raimundo III de Trípoli | Raimundo III de Trípoli | Constanza de Antioquía | Constanza de Antioquía | Constanza de Antioquía  | Constanza de Antioquía  | Constanza de Antioquía  | Constanza de Antioquía  | Guillermo II de Sicilia | Guillermo II de Sicilia |  |  |  |  |  |  |  |  |  |  |  |  |  |  | Reinaldo de Châtillon | Reinaldo de Châtillon | Reinaldo de Châtillon | Reinaldo de Châtillon | Reinaldo de Châtillon | Reinaldo de Châtillon |
| |                           |                           |                           |                           |                           |                        |                        |                          |                          |                          |                          |                          |                          |                        |                        |                        |                        |                        |                        |                        |                        |                            |                            |                            |                            |                            |                            |                           |                           |                           |                           |       |       |                     |                     |                     |                     |                      |                      |                      |                      | Raimundo de Poitiers      | Raimundo de Poitiers      | Raimundo de Poitiers      | Raimundo de Poitiers      | Raimundo de Poitiers      | Raimundo de Poitiers      |                          |                          |                          |                          |                         |                         |                         |                         | Constanza de Antioquía | Constanza de Antioquía | Constanza de Antioquía  | Constanza de Antioquía  | Constanza de Antioquía  | Constanza de Antioquía  |                         |                         |  |  |  |  |  |  |  |  |  |  |  |  |  |  | Reinaldo de Châtillon | Reinaldo de Châtillon | Reinaldo de Châtillon | Reinaldo de Châtillon | Reinaldo de Châtillon | Reinaldo de Châtillon |
| Balduino IV de Jerusalén | Balduino IV de Jerusalén  | Balduino IV de Jerusalén  | Balduino IV de Jerusalén  | Balduino IV de Jerusalén  | Balduino IV de Jerusalén  |                        |                        | Sibila de Jerusalén      | Sibila de Jerusalén      | Sibila de Jerusalén      | Sibila de Jerusalén      | Sibila de Jerusalén      | Sibila de Jerusalén      |                        |                        | Isabel I de Jerusalén  | Isabel I de Jerusalén  | Isabel I de Jerusalén  | Isabel I de Jerusalén  | Isabel I de Jerusalén  | Isabel I de Jerusalén  |                            |                            |                            |                            |                            |                            |                           |                           |                           |                           |       |       |                     |                     |                     |                     |                      |                      |                      |                      |                           |                           |                           |                           |                           |                           |                          |                          |                          |                          |                         |                         |                         |                         |                        |                        |                         |                         |                         |                         |                         |                         |  |  |  |  |  |  |  |  |  |  |  |  |  |  |                       |                       |                       |                       |                       |                       |
| Balduino IV de Jerusalén | Balduino IV de Jerusalén  | Balduino IV de Jerusalén  | Balduino IV de Jerusalén  | Balduino IV de Jerusalén  | Balduino IV de Jerusalén  |                        |                        | Sibila de Jerusalén      | Sibila de Jerusalén      | Sibila de Jerusalén      | Sibila de Jerusalén      | Sibila de Jerusalén      | Sibila de Jerusalén      |                        |                        | Isabel I de Jerusalén  | Isabel I de Jerusalén  | Isabel I de Jerusalén  | Isabel I de Jerusalén  | Isabel I de Jerusalén  | Isabel I de Jerusalén  |                            |                            |                            |                            |                            |                            |                           |                           |                           |                           |       |       |                     |                     |                     |                     |                      |                      |                      |                      |                           |                           |                           |                           |                           |                           |                          |                          |                          |                          |                         |                         |                         |                         |                        |                        |                         |                         |                         |                         |                         |                         |  |  |  |  |  |  |  |  |  |  |  |  |  |  |                       |                       |                       |                       |                       |                       |
| |                           |                           |                           |                           |                           |                        |                        |                          |                          |                          |                          |                          |                          |                        |                        |                        |                        |                        |                        |                        |                        | Bohemundo III de Antioquía | Bohemundo III de Antioquía | Bohemundo III de Antioquía | Bohemundo III de Antioquía | Bohemundo III de Antioquía | Bohemundo III de Antioquía |                           |                           | María                     | María                     | María | María | María               | María               |                     |                     | Felipa               | Felipa               | Felipa               | Felipa               | Felipa                    | Felipa                    |                           |                           | Balduino                  | Balduino                  | Balduino                 | Balduino                 | Balduino                 | Balduino                 |                         |                         | Inés                    | Inés                    | Inés                   | Inés                   | Inés                    | Inés                    |                         |                         |                         |                         |  |  |  |  |  |  |  |  |  |  |  |  |  |  |                       |                       |                       |                       |                       |                       |
| |                           |                           |                           |                           |                           |                        |                        |                          |                          |                          |                          |                          |                          |                        |                        |                        |                        |                        |                        |                        |                        | Bohemundo III de Antioquía | Bohemundo III de Antioquía | Bohemundo III de Antioquía | Bohemundo III de Antioquía | Bohemundo III de Antioquía | Bohemundo III de Antioquía |                           |                           | María                     | María                     | María | María | María               | María               |                     |                     | Felipa               | Felipa               | Felipa               | Felipa               | Felipa                    | Felipa                    |                           |                           | Balduino                  | Balduino                  | Balduino                 | Balduino                 | Balduino                 | Balduino                 |                         |                         | Inés                    | Inés                    | Inés                   | Inés                   | Inés                    | Inés                    |                         |                         |                         |                         |  |  |  |  |  |  |  |  |  |  |  |  |  |  |                       |                       |                       |                       |                       |                       |
| |                           |                           |                           |                           |                           |                        |                        |                          |                          |                          |                          |                          |                          |                        |                        |                        |                        |                        |                        |                        |                        |                            |                            |                            |                            |                            |                            |                           |                           |                           |                           |       |       |                     |                     |                     |                     |                      |                      |                      |                      |                           |                           |                           |                           |                           |                           |                          |                          |                          |                          |                         |                         |                         |                         |                        |                        |                         |                         |                         |                         |                         |                         |  |  |  |  |  |  |  |  |  |  |  |  |  |  |                       |                       |                       |                       |                       |                       |
| |                           |                           |                           |                           |                           |                        |                        | Balduino V de Jerusalén  | Balduino V de Jerusalén  | Balduino V de Jerusalén  | Balduino V de Jerusalén  | Balduino V de Jerusalén  | Balduino V de Jerusalén  |                        |                        | Raimundo IV de Trípoli | Raimundo IV de Trípoli | Raimundo IV de Trípoli | Raimundo IV de Trípoli | Raimundo IV de Trípoli | Raimundo IV de Trípoli |                            |                            |                            |                            | Bohemundo IV de Antioquía  | Bohemundo IV de Antioquía  | Bohemundo IV de Antioquía | Bohemundo IV de Antioquía | Bohemundo IV de Antioquía | Bohemundo IV de Antioquía |       |       |                     |                     |                     |                     |                      |                      |                      |                      |                           |                           |                           |                           |                           |                           |                          |                          |                          |                          |                         |                         |                         |                         |                        |                        |                         |                         |                         |                         |                         |                         |  |  |  |  |  |  |  |  |  |  |  |  |  |  |                       |                       |                       |                       |                       |                       |

La primera esposa de Bohemundo, Orgullosa de Harenc, es mencionada por primera vez en las cartas emitidas en 1170, lo que sugiere que se casó con ella en ese año o antes. Se la menciona por última vez en febrero o marzo de 1175. Fue la madre de los dos hijos mayores del príncipe, Raimundo y Bohemundo IV.
Su segunda esposa, Teodora (a quien los Lignages d'Outremer mencionan como Irene) era pariente del emperador bizantino Manuel I Comneno. El historiador Charles M. Brand la identifica como la hija del sobrino de Manuel I, Juan Ducas Comneno. Según los Lignages d'Outremer, Teodora dio a luz a una hija llamada Constanza, que no es mencionada en otras fuentes.
Guillermo de Tiro describió a Sibila, la tercera esposa del príncipe, como una bruja que «practicaba la magia negra» para seducir a su esposo. Miguel el Sirio declaró que esta era una prostituta. Su hermana era la esposa de un vasallo antioqueno, el señor de Bourzey. La hija del príncipe y Sibila, Alicia, se convirtió en la esposa de Guido I Embriaco, señor de Gibelet. Guillermo, otro hijo con la misma esposa, pudo haber sido nombrado así por Guillermo II de Sicilia. Bohemundo tomó como cuarta esposa a Isabel de Farabel, con quien tuvo a Bohemundo de Batrún, quien se casó con Isabel, heredera del Señorío de Batrún.